# Folkskollärare
Folkskollärare var i Sverige åren 1842–1968 en lärare som undervisade i den svenska folkskolan; oftast undervisade dock småskollärare i klasserna 1 och 2. Utbildningen skedde vid så kallade folkskoleseminarier. Utbildningen till folkskollärare var ursprungligen tre terminer lång, men blev treårig 1865 och fyraårig 1877. Titeln magister var vanlig för manliga folkskollärare.
Vid enhetsskolans och grundskolans införande i Sverige under 1950- och 60-talen började de undervisa på mellanstadiet. När lärarhögskolor införts i hela Sverige 1968 upphörde folkskollärarutbildningen, och man införde mellanstadielärare.
Från början var det enbart män som kunde utbilda sig till folkskollärare men redan i mitten av 1800-talet började man ta emot en del kvinnor. En stor del av de män som valde att utbilda sig till folkskollärare kom från enkla förhållanden. Kvinnor som utbildade sig till folkskollärarinnor var av något högre social grupp.